# Пауль Рудольф фон Більгер
Пауль Рудольф фон Більгер (нім. Paul Rudolph von Bilguer; 21 вересня 1815, Людвіґслуст — 16 вересня 1840, Берлін) — один з найсильніших німецьких шахістів 1830-х, один із засновників Берлінської шахової школи. Офіцер. Його вважали чи не найбільш талановитим майстром свого часу. Задумав і розпочав роботу над новаторським «Керівництвом з шахів", не завершеним через передчасну смерть Більгера від туберкульозу. Цю книгу закінчив і випустив у світ 1843 року, через три роки після його смерті, друг Більгера Тассіло фон Гейдебранд унд дер Лаза. Керівництво Більгера до кінця XIX століття було настільною книгою для більшості шахістів Європи. 